# 唅

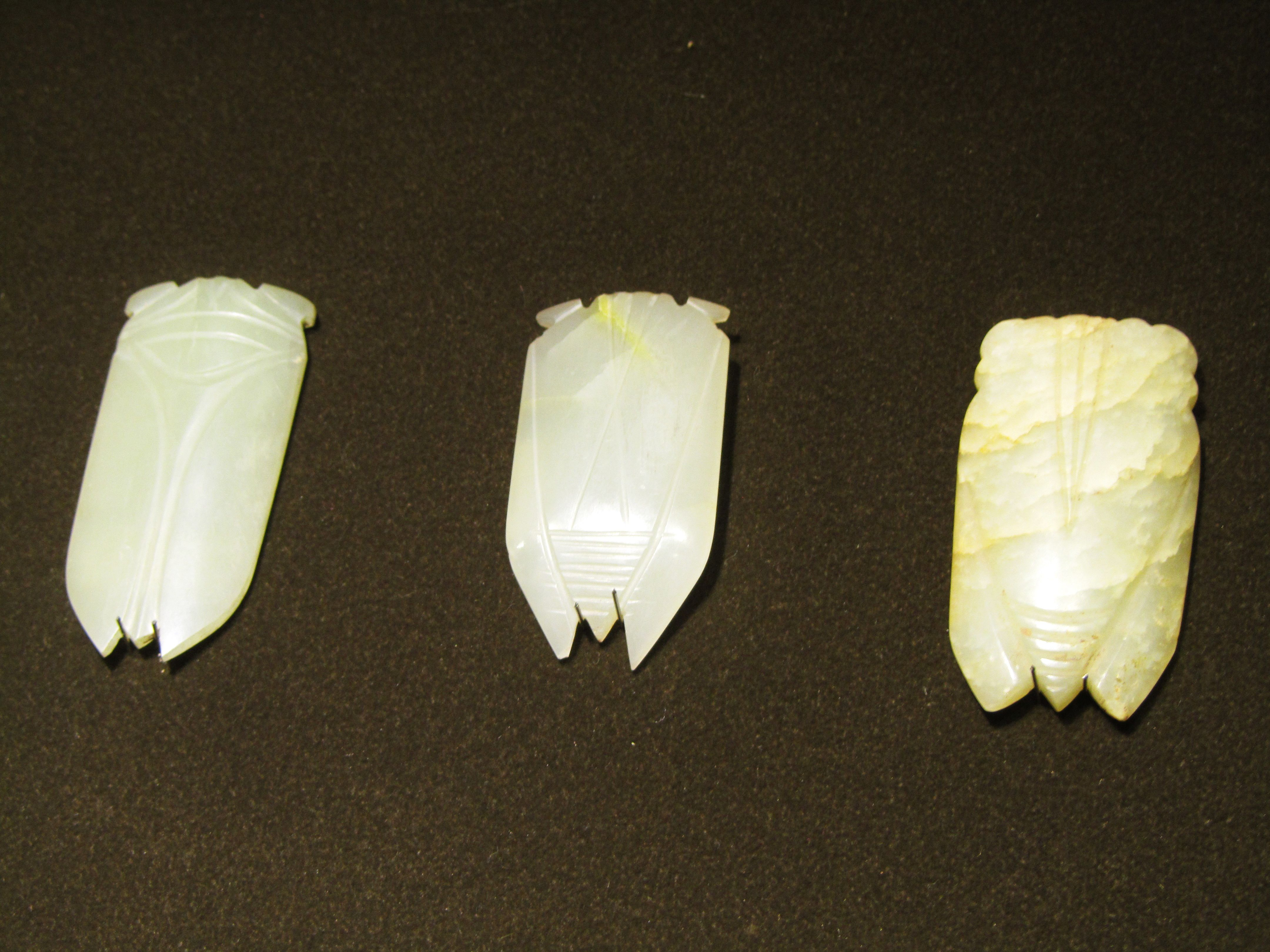
咸阳博物馆藏西汉蝉形玉唅

唅亦作含、琀，指東亞傳統殡殓时将珠玉贝米等物放于死者口中，因死者身份不同而有所区别，殷商时即已出现唅贝，《荀子·礼论》称“饭以生稻，唅以槁骨”。唅玉为葬玉的一种，汉代多作蝉形（即玉蝉），取蝉蜕于污秽、可以使人再生之意，玉琀蝉在死者口中代表他的舌头，赋予死者在幽冥世界中永不丧失的言辨能力。亦有龙形（如江苏徐州奎山西汉墓）或碎玉块者。